# Zuntata
Zuntata, também chamada de Zuntata Taito Sound Team, foi uma banda de nintendocore (ou seja, que toca músicas de videogames) formada por músicos que trabalham na Taito Corporation (por isso, a Zuntata era chamada de In-house band da Taito). A Taito Corporation é uma distribuidora de jogos eletrônicos do Japão pertencente à Square Enix.
A Zuntata é conhecida por ter composto as OSTs de games famosos da empresa, como Bubble Bobble, os jogos das séries Darius e Ray (RayForce, Raystorm e Raycrisis), entre outros.
A banda é formada pelos músicos Hisayoshi Ogura (fundador da banda), Tamayo Kawamoto, Masahiko Takaki, Norihiro Furukawa, Yasuhisa Watanabe, Shuichiro Nakazawa, Kazuko Umino, Tomohito Takahashi, Munehiro Nakanishi, e Katsuhisa Ishikawa.
O auge da banda se deu em 1990, quando eles tocaram no Game Music Festival, o primeiro evento oficial de grande porte destinado apenas a músicas de videogame.